# Стратегијска мисија
Стратегијска мисија је широко дефинисан функционални исказ сврхе пословања фирме по којем се она разликује од других врста бизниса у свом окружењу. Њоме се сажето образлаже шта предузеће намерава да учини у наредном периоду како би испунило сврху свог пословања. Стратегијска мисија мора да испуњава следеће услове: да буде аутентична, да ју је сачинио тим менаџера а не један човек, да се односи на период од 3 године, да јасно дефинише све пословне делатности којима се предузеће бави и којима ће се бавити, да уважава све заинтересоване стране из спољног и унутрашњег окружења, мора да буде изазовна, да отвара нове перспективе и да буде реална и остварива.